# Apache Sqoop
Apache Sqoop — набір інструментів для ефективного масового імпорту та експорту даних між системами структурованого зберігання даних, таких як реляційні БД, і NoSQL системами або промисловими warehouse-сховищами великих масивів даних, наприклад, Apache Hive, HBase або HDFS, що працюють на базі платформи Apache Hadoop. З реляційних СУБД підтримуються MySQL, PostgreSQL, Oracle, SQL Server і IBM DB2. Для подальшої роботи з імпортованими даними Sqoop надає засоби для генерації готових Java-класів.
Організація Apache Software Foundation надала проєкту Apache Sqoop статус первинного проєкту Apache у квітні 2012. Проєкт пройшов юридичну перевірку ліцензійної чистоти початкового коду, а процес розробки переведений на використання сервісів Apache.

## Виноски
1. ↑  The Apache Software Foundation Announces Apache Sqoop as a Top-Level Project. Архів оригіналу за 4 травня 2012. Процитовано 2 квітня 2012.
2. ↑  Apache Sqoop отримав статус первинного проєкту Apache. Архів оригіналу за 4 травня 2012. Процитовано 2 квітня 2012.